# Bărboși, Mureș
Bărboși este un sat în comuna Zau de Câmpie din județul Mureș, Transilvania, România. Se află în partea de vest a județului,  în Câmpia Transilvaniei.

## Vezi și
- Biserica de lemn din Bărboși